# Cós (unidade regional)
Cós (em grego: Κω) é uma unidade regional da Grécia, localizada na região do Egeu Meridional. É formada pelas ilhas de Cós, Nísiros e diversas outras ilhas menores no Mar Egeu.

## Administração
Foi criada a partir da reforma governamental instituída pelo Plano Calícrates de 2011, através da divisão de parte da extinta Prefeitura do Dodecaneso. É subdividida em 2 municípios; são eles (numerados conforme o mapa):
- Cós (1)
- Nísiros (2)